# Latający Jeleń
Latający Jeleń – polski galeon zakupiony w Kopenhadze w 1626 lub 1627 od szypra Michała Martensona za kwotę 13 429 florenów polskich przez Komisję Okrętów Królewskich. W źródłach okręt ten występuje pod niemiecką nazwą „Fliegender Hirsch”, „Latający Jeleń” jest jej dosłownym spolszczeniem, ale spotyka się też tłumaczenie „Biegnący Jeleń” lub „Pędzący Jeleń”.

## Historia
„Latający Jeleń” wchodził w skład pierwszej eskadry okrętów polskich, która wzięła udział w zwycięskiej bitwie z eskadrą szwedzką pod Oliwą 28 listopada 1627. Dowodził nim wtedy kapitan Ellert Appelmann. W trakcie bitwy Polakom udało się dostać na pokład szwedzkiego galeonu „Tigern”, który jednocześnie został ostrzelany z pełnej burty przez „Latającego Jelenia”. Appelmann nie wiedział, że na pokładzie „Tigerna” znajdują się Polacy. Dodatkowo okręt wpadł na polską „Pannę Wodną” stojącą przy rufie „Tigerna” i swoim bukszprytem zaplątał się w jej olinowanie, jednak udało się je rozplątać. Następnie „Latający Jeleń” wykonał manewr oskrzydlający „Tigerna” i strzelał do niego ponownie, nie zdając sobie sprawy, że na pokładzie szwedzkiego okrętu znajdował się dowodzący polską eskadrą admirał Arend Dickmann, który zmarł trafiony kulą armatnią. Być może stało się tak w wyniku bratobójczego ognia, ale nie ma na to niezbitego dowodu. „Latający Jeleń” rzucił się w pogoń za uciekającymi okrętami szwedzkimi, ale szybko zawrócił nie odnosząc sukcesu.  
2 grudnia 1627 „Latający Jeleń” wysłany został na rejs patrolowy, podczas którego natknął się koło Olandii na przeważające siły szwedzkie i po stoczonej bitwie zatonął wraz z większością załogi i admirałem Hermanem Witte na pokładzie.